# Олександрівка (Чулаківська сільська громада)
Олександрівка (до 2016 року — Краснознам'янка) — село в Україні, у Чулаківській сільській громаді Скадовського району Херсонської області. Населення становить 644 осіб. 24 лютого 2022 року село тимчасово окуповане російськими військами під час російсько-української війни.

## Населення
Згідно з переписом УРСР 1989 року чисельність наявного населення села становила 566 осіб, з яких 262 чоловіки та 304 жінки.
За переписом населення України 2001 року в селі мешкали 644 особи.

### Мова
Розподіл населення за рідною мовою за даними перепису 2001 року:
| Мова       | Відсоток |
| ---------- | -------- |
| українська | 86,34 %  |
| російська  | 12,73 %  |
| білоруська | 0,31 %   |
| молдовська | 0,31 %   |
| інші       | 0,31 %   |

## Уродженці
- Андрієць Олександр Федорович (1925—2014) — учасник німецько-радянської війни, визволитель Херсона, почесний громадянин Херсона.
- Мічуріна Аліна Григорівна (1945 — ?) — українська радянська діячка, прядильниця Херсонського бавовняного комбінату Херсонської області. Депутат Верховної Ради УРСР 8-го скликання.